# Temporada del 2005 de pilota valenciana
Heus ací un resum de les principals competicions de Pilota valenciana jugades íntegrament o acabades l'any 2005.

## Professionals

### Escala i corda
| Competició                            | Campió                  | Subcampió         |
| ------------------------------------- | ----------------------- | ----------------- |
| Circuit Bancaixa                      | Mezquita, Tato i Canari | León i Sarasol II |
| Individual                            | Álvaro                  | Genovés II        |
| Trofeu Ciutat de Dénia                |                         |                   |
| Trofeu Hnos. Viel                     |                         |                   |
| Trofeu Mancomunitat de la Ribera Alta |                         |                   |
| Trofeu Nadal de Benidorm              |                         |                   |
| Trofeu Vidal                          |                         | Víctor i ?        |

### Frontó
| Competició                | Campió               | Subcampió |
| ------------------------- | -------------------- | --------- |
| Obert d'Albal             |                      |           |
| Trofeu Platges de Moncofa | Genovés II i Paquito |           |

### Galotxa
| Competició       | Campió | Subcampió |
| ---------------- | ------ | --------- |
| Trofeu Moscatell |        |           |

### Raspall
| Competició                                   | Campió                     | Subcampió                 |
| -------------------------------------------- | -------------------------- | ------------------------- |
| Individual                                   | Waldo                      | Juan Cabanes              |
| Campionat per equips                         | Loripet, Moro i Batiste II | Waldo i Galán             |
| Trofeu Gregori Maians                        |                            |                           |
| Trofeu Mancomunitat de municipis de la Safor | Juan i Alberto             | Batiste II, Javi i Vilare |

## Aficionats

### Escala i corda
| Competició          | Campió         | Subcampió |
| ------------------- | -------------- | --------- |
| Lliga Caixa Popular | Fran i Raül II | ?, ? i ?  |

### Frontó
| Competició | Campió                             | Subcampió       |
| ---------- | ---------------------------------- | --------------- |
| Individual | Lemay                              | José de Moixent |
| Parelles   | Lemay i Zacarías (Quart de Poblet) | El Puig         |

### Galotxa
| Competició      | Campió     | Subcampió |
| --------------- | ---------- | --------- |
| El Corte Inglés | Montserrat | Godelleta |
| Interpobles     | Meliana    | Godelleta |
| Supercopa       | Godelleta  | Foios     |

### Llargues
| Competició                 | Campió      | Subcampió |
| -------------------------- | ----------- | --------- |
| Lliga a Llargues d'Alacant | El Campello |           |

#### Palma
| Competició    | Campió  | Subcampió |
| ------------- | ------- | --------- |
| Lliga a Palma | Murla A | Benasau   |

### Perxa
| Competició    | Campió  | Subcampió |
| ------------- | ------- | --------- |
| Lliga a Perxa | Benasau | Sella     |

### Raspall
| Competició                       | Campió | Subcampió                |
| -------------------------------- | ------ | ------------------------ |
| Autonòmic de Raspall al carrer   | Xeraco | Rafelbunyol              |
| Autonòmic de Raspall en trinquet | Xeraco | Tavernes de la Valldigna |

## Internacionals
| Competició                          | Campió     | Subcampió |
| ----------------------------------- | ---------- | --------- |
| Campionats Internacionals de Pilota | No es juga |           |

| Precedit per: Temporada del 2004 de pilota valenciana | Temporada del 2005 de pilota valenciana 2005 | Succeït per: Temporada del 2006 de pilota valenciana |